# Oslobodilački tigrovi Tamilskog Elama
Oslobodilački tigrovi Tamilskog Elama (engleski Liberation Tigers of Tamil Eelam, LTTE), isto tako poznati pod nazivom Tamilski tigrovi, vojna su organizacija koja je od 1970-ih vodila rat protiv vlada Šri Lanke kako bi izborila nezavisnu nacionalnu državu za tamilsku većinu u sjevernim i istočnim dijelovima Šri Lanke. LTTE je proskribirana kao teroristička organizacija u 32 države u svijetu. LTTE vodi njen osnivač Velupillai Prabhakaran.